# Boney's Funky Christmas
Boney's Funky Christmas è il quarto album in studio, nonché il primo album natalizio del sassofonista statunitense Boney James, pubblicato l'8 ottobre 1996.

## Tracce
1. Jingle Bells – 1:43
2. This Christmas – 4:14
3. Christmas Time Is Here – 4:26
4. The Christmas Song – 4:22
5. Sleigh Ride – 4:17
6. Breath of Heaven – 4:46
7. Let It Snow – 4:37
8. What Are You Doing New Year's Eve? – 4:57
9. God Rest Ye Merry Gentlemen – 4:35